# SOUD
 (octobre 2021).

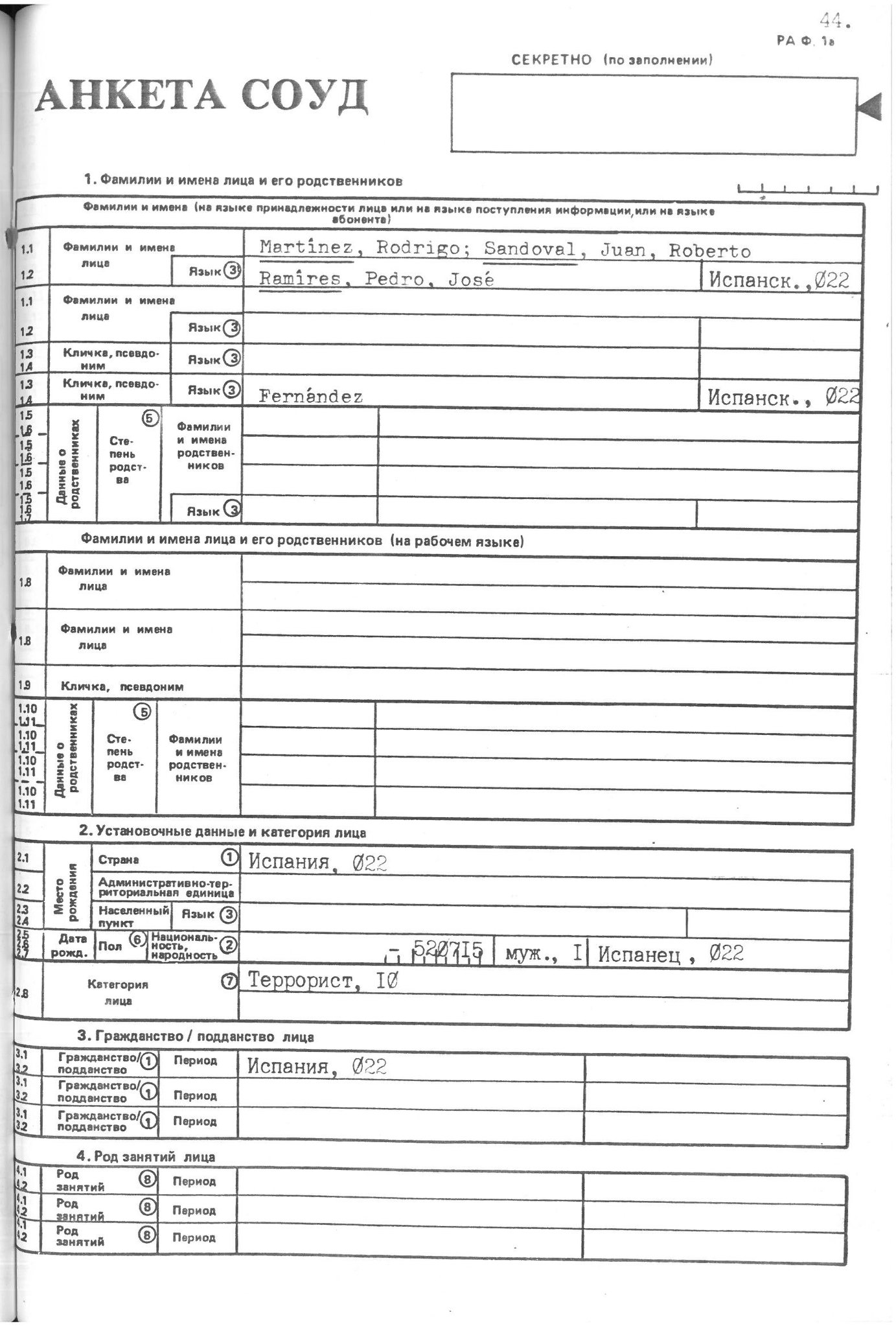
Le formulaire de soumission pour le système SOUD

Le SOUD (en polonais Sistema Objedinnjonnogo Utschjota Dannych o protiwnike, en français « Système d'Acquisition Commun de Données Ennemies »), était un système informatisé d’échange de renseignements dans lequel étaient stockées les informations obtenues par les agences de renseignement et de sécurité des pays adhérant au pacte de Varsovie.
L'organisation d'échange de renseignements a été fondée en 1977 et son objectif initial était de protéger l'URSS des « menaces étrangères » pendant les Jeux olympiques de 1980, à Moscou. Les ingénieurs de la Stasi ont conçu ce système en utilisant une technologie dérobée à l’Occident. Il a été mis en service en 1979. Son ordinateur central était basé à Moscou, la langue d’utilisation était le russe et l'URSS avait le contrôle des accès au système. Néanmoins, la Stasi a été le principal contributeur à ce système d’échange de renseignements, totalisant approximativement un quart des entrées soumises, suivie ensuite par le KGB. Les autres utilisateurs du SOUD étaient la Bulgarie, la Hongrie, la Pologne, la Tchécoslovaquie, la Mongolie et Cuba. Ils ont enfin été rejoints par le Vietnam.
En raison du boycott des Jeux olympiques d'été de 1980, la plupart des menaces potentielles ne se sont pas concrétisées, mais le système est resté opérationnel. Ses bases de données contenaient les noms d’agents, de sionistes, d'organisations religieuses hostiles, d'organisations d’émigrants, de journalistes, de diplomates, d'attachés culturels et commerciaux, de représentants de compagnies aériennes, etc. Les informations découvertes dans les documents de la Stasi révèlent qu’en 1989, plus de 11 100 noms avaient été recueillis. La plupart de ces dossiers contenaient une description personnelle, le nom de jeune fille de la mère ainsi qu'un échantillon de l'écriture manuscrite de la personne concernées. Une requête pour interroger la base de données pouvait être traitée en moins de quatre heures.